# 美國陸軍第3步兵師
第3步兵師成立於1917年11月12日。是美國陸軍的主力部隊之一。美國陸軍第3機械化步兵師目前隸屬于第18空降軍，該師擁有快速機動能力、強大的火力與突擊力，是美軍快速反應部隊中的一支拳頭力量。

## 歷史

### 第一次世界大戰
第一次世界大戰中，第3步兵師在第二次馬恩河戰役中表現出色，在友鄰部隊均已敗退，但第3步兵師仍然堅守陣地，所以得到“馬恩磐石” 的綽號。美國遠征軍總司令約翰·J·潘興上將曾稱讚第3步兵師的英勇行為書寫了美軍歷史上光輝的一頁。

### 第二次世界大戰
美國陸軍第3步兵師在二戰中曾參與過火炬行動、鵝卵石行動及龍騎兵行動等大型作戰行動。

### 韓戰
1950年，第3步兵師參與了韓戰。在朝鮮戰爭期間，該師因其對危機的快速反應被稱為“救火隊”。

### 伊拉克戰爭
2003年3月，第3步兵師從科威特進攻伊拉克，並一直向巴格達前進。4月份，第3步兵師以及美國海軍陸戰隊第1師攻入巴格達。

## 目前的結構

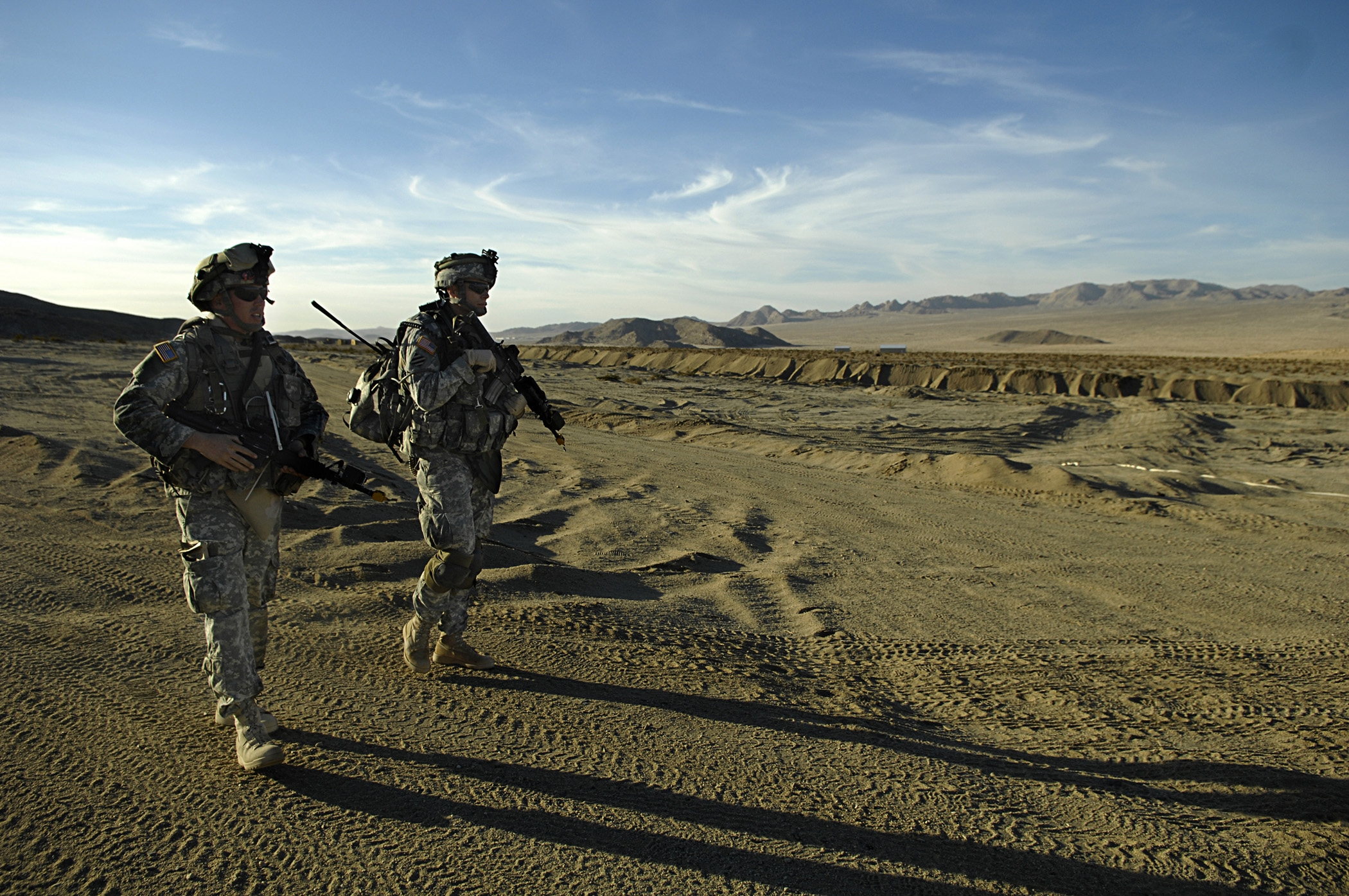
第3步兵师第3重装旅级战斗队第1骑兵团第3营的士兵正在欧文堡受训

第3旅级战斗队驻本宁堡，其余的旅级战斗队及指挥部驻斯图尔特堡。
- 第3步兵师
  - 师指挥部及指挥部营
  - 第1装甲旅级战斗队[6]
    - 旅指挥部及指挥部连
    - 第7骑兵团5营（RSTA）
    - 第64装甲团1营
    - 第69装甲团3营
    - 第7步兵团2营
    - 第41野战炮兵团3营
    - 第10旅工兵营
    - 第3旅支援营

  - 第2装甲旅级战斗队
    - 旅指挥部及指挥部连
    - 第8骑兵团6营（RSTA）
    - 第67装甲团3营
    - 第69装甲团2营
    - 第15步兵团3营
    - 第9野战炮兵团1营
    - 第9旅工兵营
    - 第703旅支援营

  - 第48步兵旅级战斗队（关联单位，兼属佐治亚州国民警卫队） [7]
    - 旅指挥部及指挥部连
    - 第108骑兵团1营
    - 第121步兵团1营
    - 第121步兵团2营
    - 第121步兵团3营
    - 第118野战炮兵团1营
    - 第148旅支援营
    - 第177旅工兵营

  - 第28步兵团特遣1营 [8]
  - 第3步兵师师属炮兵群[9][10]
    - 指挥部和指挥部连

  - 第3战斗航空旅“猎鹰”[11]
    - 旅指挥部和指挥部连
    - 第3航空团2营(UH-60A/UH-60L/CH-47)
    - 第17骑兵团3营 (AH-64D/AH-64DW)
    - 第3航空团4营
    - 第603航空支援营

  - 第3支援旅
    - 旅指挥部及指挥部连
    - 第3特种兵营（英语：Special Troops Battalion）
    - 第87战斗支援营